# Aimer, pleurer, mourir

Aimer, pleurer, mourir est un film muet français réalisé par Léonce Perret et sorti en 1915.

## Fiche technique
- Titre : Aimer, pleurer, mourir
- Réalisation : Léonce Perret
- Scénario : Léonce Perret
- Photographie : Georges Specht
- Société de production : Société des Établissements L. Gaumont
- Pays d'origine :  France
- Langue : film muet avec les intertitres  en français
- Format : Noir et blanc — 35 mm — 1,33:1 — Muet
- Métrage :
- Genre :
- Durée :
- Dates de sortie :
  -  France : 1915

## Distribution
- Fabienne Fabrèges
- Alice Tissot
- Renée Carl
- René Cresté